# Championnats d'Europe d'athlétisme par équipes 2013
Navigation
Les 4es Championnats d'Europe d'athlétisme par équipes (en anglais 4th SPAR European Team Championships) se déroulent les 22 et 23 juin 2013 à Gateshead (Royaume-Uni) au Gateshead International Stadium pour les épreuves de Super Ligue, à Dublin, Kaunas et à Banská Bystrica pour les Première, Deuxième et Troisième Ligue, respectivement.

## Calendrier
| Division        | Date               | Ville hôte      | Stade                             | Pays participants |
| --------------- | ------------------ | --------------- | --------------------------------- | ----------------- |
| Super ligue     | 22 et 23 juin 2013 | Gateshead       | Gateshead International Stadium   | 12                |
| Première ligue  | 22 et 23 juin 2013 | Dublin          | Morton Stadium                    | 12                |
| Deuxième ligue  | 22 et 23 juin 2013 | Kaunas          | S. Dariaus ir S. Girėno stadionas | 8                 |
| Troisième ligue | 22 et 23 juin 2013 | Banská Bystrica | SNP Stadium                       | 15                |

## Super Ligue

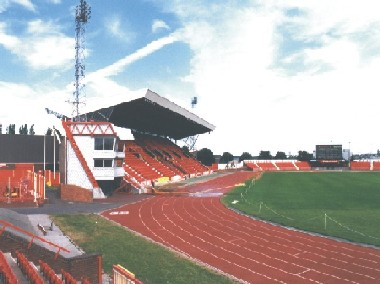
Le Gateshead International Stadium

Elle s'est déroulée à Gateshead, ville qui a déjà organisé la Coupe d'Europe des nations d'athlétisme en 1989 et en 2000 et qui a remporté cette organisation sur celles de Brunswick (Allemagne), Bydgoszcz (Pologne) et Ostrava (République tchèque).
La Russie s'impose à l'issue des deux journées d'épreuves avec 354,5 points, devant l'Allemagne (347,5 points) et le Royaume-Uni (338 points). En bas du classement, la Biélorussie, la Grèce et la Norvège sont reléguées.

### Pays participants
Russie
 Allemagne
 Ukraine
 Royaume-Uni
 France
 Pologne

 Espagne
 Italie
 Biélorussie
 Turquie (promu)
 Grèce (promu)
 Norvège (promu)

### Tableau synthétique des résultats
| Épreuve | Épreuve | RUS   | GER   | GBR | FRA   | POL   | UKR   | ITA   | ESP | TUR   | BLR   | GRE | NOR |
| --- | ------- | ----- | ----- | --- | ----- | ----- | ----- | ----- | --- | ----- | ----- | --- | --- |
| 100 m | H       | 9     | 8     | 7   | 12    | 10    | 2     | 6     | 4   | 5     | 1     | 3   | 11  |
| 100 m | F       | 9     | 10    | 8   | 11    | 7     | 12    | 2     | 3   | 4     | 5     | 1   | 6   |
| 200 m | H       | 3     | 5     | 9   | 12    | 0     | 10    | 8     | 7   | 2     | 4     | 6   | 11  |
| 200 m | F       | 5     | 6     | 10  | 11    | 7     | 12    | 9     | 8   | 4     | 3     | 0   | 2   |
| 400 m | H       | 12    | 10    | 11  | 3     | 9     | 4,5   | 8     | 4,5 | 7     | 0     | 6   | 2   |
| 400 m | F       | 11    | 5     | 12  | 10    | 6     | 7     | 9     | 8   | 2     | 4     | 1   | 3   |
| 800 m | H       | 1     | 7     | 10  | 9     | 12    | 4     | 8     | 5   | 11    | 6     | 2   | 3   |
| 800 m | F       | 11    | 5     | 12  | 7     | 8     | 10    | 6     | 1   | 3     | 9     | 2   | 4   |
| 1 500 m | H       | 7     | 9     | 11  | 4     | 10    | 6     | 3     | 8   | 12    | 1     | 5   | 2   |
| 1 500 m | F       | 12    | 6     | 8   | 3     | 10    | 7     | 9     | 11  | 5     | 4     | 2   | 1   |
| 3 000 m | H       | 10    | 8     | 6   | 12    | 7     | 9     | 4     | 5   | 11    | 3     | 1   | 2   |
| 3 000 m | F       | 12    | 9     | 11  | 6     | 8     | 4     | 7     | 10  | 5     | 2     | 3   | 1   |
| 5 000 m | H       | 4     | 7     | 12  | 11    | 8     | 9     | 6     | 5   | 10    | 3     | 1   | 2   |
| 5 000 m | F       | 12    | 10    | 11  | 7     | 6     | 3     | 8     | 9   | 4     | 1     | 2   | 5   |
| 3 000 m steeple | H       | 9     | 8     | 2   | 10    | 5     | 7     | 6     | 11  | 12    | 4     | 1   | 3   |
| 3 000 m steeple | F       | 12    | 10    | 8   | 5     | 2     | 11    | 3     | 9   | 7     | 6     | 4   | 1   |
| 110/100 m haies | H       | 12    | 6     | 8   | 11    | 10    | 2     | 7     | 4   | 1     | 5     | 9   | 3   |
| 110/100 m haies | F       | 11    | 6     | 12  | 9     | 2     | 10    | 8     | 4   | 1     | 7     | 3   | 5   |
| 400 m haies | H       | 5     | 12    | 11  | 10    | 7     | 3     | 8     | 6   | 1     | 2     | 4   | 9   |
| 400 m haies | F       | 10    | 5     | 12  | 7     | 6     | 11    | 9     | 4   | 8     | 1     | 2   | 3   |
| 4 × 100 m | H       | 6     | 11    | 12  | 9     | 10    | 7     | 8     | 5   | 4     | 0     | 3   | 0   |
| 4 × 100 m | F       | 10    | 11    | 8   | 9     | 7     | 12    | 6     | 4   | 3     | 5     | 2   | 1   |
| 4 × 400 m | H       | 11    | 9     | 12  | 8     | 10    | 5     | 7     | 6   | 3     | 1     | 4   | 2   |
| 4 × 400 m | F       | 11    | 7     | 12  | 10    | 8     | 9     | 5     | 3   | 4     | 6     | 0   | 0   |
| Saut en hauteur | H       | 7     | 8     | 10  | 11    | 6     | 12    | 9     | 3,5 | 1     | 3,5   | 5   | 2   |
| Saut en hauteur | F       | 12    | 7,5   | 4   | 2     | 10,5  | 1     | 10,5  | 9   | 7,5   | 3     | 6   | 5   |
| Saut à la perche | H       | 5,5   | 10    | 4   | 12    | 9     | 8     | 11    | 5,5 | 0     | 0     | 7   | 3   |
| Saut à la perche | F       | 11    | 12    | 0   | 8,5   | 10    | 6     | 7     | 8,5 | 5     | 0     | 0   | 4   |
| Saut en longueur | H       | 12    | 9     | 10  | 6     | 5     | 7     | 3     | 8   | 2     | 1     | 11  | 4   |
| Saut en longueur | F       | 11    | 8     | 10  | 12    | 6     | 3     | 7     | 5   | 2     | 1     | 9   | 4   |
| Triple saut | H       | 12    | 2     | 10  | 11    | 6     | 8     | 7     | 5   | 3     | 4     | 9   | 1   |
| Triple saut | F       | 11    | 8     | 9   | 4     | 6     | 12    | 10    | 3   | 2     | 5     | 7   | 1   |
| Lancer du poids | H       | 10    | 12    | 4   | 5     | 11    | 3     | 2     | 9   | 8     | 7     | 6   | 1   |
| Lancer du poids | F       | 4     | 12    | 6   | 5     | 3     | 11    | 9     | 8   | 10    | 7     | 2   | 1   |
| Lancer du disque | H       | 2     | 12    | 8   | 1     | 9     | 4     | 6     | 11  | 10    | 5     | 3   | 7   |
| Lancer du disque | F       | 8     | 11    | 7   | 12    | 10    | 9     | 4     | 5   | 1     | 6     | 3   | 2   |
| Lancer du marteau | H       | 8     | 11    | 2   | 9     | 12    | 3     | 6     | 4   | 10    | 7     | 1   | 5   |
| Lancer du marteau | F       | 5     | 12    | 10  | 0     | 11    | 8     | 6     | 7   | 2     | 9     | 4   | 3   |
| Lancer du javelot | H       | 12    | 11    | 5   | 1     | 8     | 10    | 2     | 4   | 3     | 7     | 6   | 9   |
| Lancer du javelot | F       | 9     | 12    | 4   | 5     | 8     | 10    | 1     | 11  | 2     | 7     | 6   | 3   |
| Pays | Pays    | RUS   | GER   | GBR | FRA   | POL   | UKR   | ITA   | ESP | TUR   | BLR   | GRE | NOR |
| Total | Total   | 354,5 | 347,5 | 338 | 310,5 | 305,5 | 291,5 | 260,5 | 251 | 197,5 | 155,5 | 152 | 137 |
| 1er : 12 pts ; 2e : 11 pts ; 3e : 10 pts ; 4e : 9 pts ; 5e : 8 pts ; 6e : 7 pts ; 7e : 6 pts ; 8e : 5 pts ; 9e : 4 pts ; 10e : 3 pts ; 11e : 2 pts ; 12e : 1 pt. Aucun point n'est attribué en cas de disqualification, d'abandon, et lorsqu'un athlète ne réalise pas de marque mesurée lors d'un concours En cas d'égalité, les athlètes se partagent le même nombre de points (ex : 5,5 pts pour les athlètes ex æquo à la 7e place). |         |       |       |     |       |       |       |       |     |       |       |     |     |

### Podiums

#### Hommes
| Épreuves | 1er                                                                                     | 2e                                                                                  | 3e                                                                                     |
| --- | --------------------------------------------------------------------------------------- | ----------------------------------------------------------------------------------- | -------------------------------------------------------------------------------------- |
| 100 m | Jimmy Vicaut 10 s 28                                                                    | Jaysuma Saidy Ndure 10 s 37                                                         | Kamil Kryński 10 s 40 SB                                                               |
| 200 m | Christophe Lemaitre 20 s 27                                                             | Jaysuma Saidy Ndure 20 s 47                                                         | Serhiy Smelyk 20 s 62 PB                                                               |
| 400 m | Vladimir Krasnov 45 s 69 SB                                                             | Nigel Levine 45 s 88                                                                | David Gollnow 45 s 90                                                                  |
| 800 m | Adam Kszczot 1 min 47 s 27                                                              | İlham Tanui Özbilen 1 min 47 s 39                                                   | Andrew Osagie 1 min 47 s 41                                                            |
| 1 500 m | İlham Tanui Özbilen 3 min 38 s 57                                                       | Charlie Grice 3 min 39 s 76                                                         | Marcin Lewandowski 3 min 39 s 82                                                       |
| 3 000 m | Bouabdellah Tahri 8 min 05 s 31                                                         | Halil Akkaş 8 min 05 s 50                                                           | Valentin Smirnov 8 min 05 s 77                                                         |
| 5 000 m | Mo Farah 14 min 10 s 00                                                                 | Bouabdellah Tahri 14 min 12 s 91                                                    | Kemal Koyuncu 14 min 14 s 18                                                           |
| 110 m haies | Sergueï Choubenkov 13 s 19                                                              | Pascal Martinot-Lagarde 13 s 28                                                     | Artur Noga 13 s 33                                                                     |
| 400 m haies | Silvio Schirrmeister 49 s 15 PB                                                         | Dai Greene 49 s 39                                                                  | Mickaël François 49 s 79                                                               |
| 3 000 m steeple | Tarık Langat Akdağ 8 min 36 s 25                                                        | Abdelaziz Merzougui 8 min 37 s 22                                                   | Yoann Kowal 8 min 38 s 76                                                              |
| 4 × 100 m | Royaume-Uni Adam Gemili Harry Aikines-Aryeetey James Ellington James Dasaolu 38 s 39 EL | Allemagne Roy Schmidt Sven Knipphals Julian Reus Martin Keller 38 s 69              | Pologne Artur Zaczek Grzegorz Zimniewicz Karol Zalewski Kamil Kryński 38 s 71          |
| 4 × 400 m | Royaume-Uni Michael Bingham Conrad Williams Rhys Williams Richard Buck 3 min 05 s 37 EL | Russie Aleksey Kenig Radel Kashefrazov Dmitry Buryak Vladimir Krasnov 3 min 06 s 09 | Pologne Marcin Marciniszyn Rafał Omelko Michał Pietrzak Kacper Kozłowski 3 min 06 s 18 |
| Saut en longueur | Aleksandr Menkov 8,36 m                                                                 | Loúis Tsátoumas 8,12 m SB                                                           | Greg Rutherford 8,02 m                                                                 |
| Saut à la perche (en salle) | Renaud Lavillenie 5,77 m                                                                | Giuseppe Gibilisco 5,60 m SB                                                        | Björn Otto 5,50 m                                                                      |
| Triple saut | Aleksey Fyodorov 16,70 m                                                                | Teddy Tamgho 16,62 m SB                                                             | Nathan Douglas 16,45 m                                                                 |
| Saut en hauteur | Bohdan Bondarenko 2,28 m                                                                | Mickaël Hanany 2,28 m                                                               | Tom Parsons 2,24 m                                                                     |
| Lancer du poids | David Storl 20,47 m                                                                     | Tomasz Majewski 20,29 m                                                             | Aleksandr Lesnoy 20,27 m                                                               |
| Lancer du disque | Robert Harting 64,25 m                                                                  | Mario Pestano 61,34 m                                                               | Ercüment Olgundeniz 61,32 m                                                            |
| Lancer du marteau | Paweł Fajdek 77,00 m                                                                    | Markus Esser 76,32 m                                                                | Eşref Apak 76,29 m                                                                     |
| Lancer du javelot | Dmitriy Tarabin 85,99 m PB                                                              | Thomas Röhler 83,31 m                                                               | Roman Avramenko 81,74 m                                                                |
| Records et Performances - AR : Record continental (area record) - CR : Record des championnats (championship record) - MR : Record du meeting (meet record) - NR : Record national (national record) - OR : Record olympique (olympic record) - PR : Record paralympique (paralympic record) - PB : Record personnel (personal best) - SB : Meilleure performance personnelle de la saison (season's best) - WL : Meilleure performance mondiale de l'année (world leader) - WJR : Record du monde junior (world junior record) - WR : Record du monde (world record) Circonstances et Conditions - DNF : N'a pas terminé (did not finish) - DNS : N'a pas pris le départ (did not start) - DQ : Disqualification (disqualification) - NM : Aucun essai valable enregistré (No Mark) - Q : Qualifié « directement » au prochain tour (ou à la prochaine compétition), lors d'une compétition majeure, grâce au classement ou à la réalisation des minima (automatic qualifier) - q : Qualifié au prochain tour (ou à la prochaine compétition), lors d'une compétition majeure, grâce au repêchage ou à la réalisation de l'une des meilleures performances parmi celles des « non qualifiés directement » (grâce au meilleur temps ou à la meilleure distance par exemple) (secondary qualifier) |                                                                                         |                                                                                     |                                                                                        |

#### Femmes
| Épreuves | 1re                                                                                     | 2e                                                                                  | 3e                                                                                |
| --- | --------------------------------------------------------------------------------------- | ----------------------------------------------------------------------------------- | --------------------------------------------------------------------------------- |
| 100 m | Olesya Povh 11 s 51                                                                     | Myriam Soumaré 11 s 66                                                              | Tatjana Pinto 11 s 72                                                             |
| 200 m | Mariya Ryemyen 22 s 80                                                                  | Myriam Soumaré 23 s 05                                                              | Anyika Onuora 23 s 12                                                             |
| 400 m | Perri Shakes-Drayton 50 s 50                                                            | Kseniya Zadorina 51 s 07                                                            | Marie Gayot 51 s 54 PB                                                            |
| 800 m | Jessica Judd 2 min 00 s 82                                                              | Ekaterina Sharmina 2 min 00 s 86                                                    | Olha Lyakhova 2 min 02 s 30                                                       |
| 1 500 m | Ekaterina Sharmina 4 min 08 s 86                                                        | Isabel Macías 4 min 09 s 95 SB                                                      | Renata Plis 4 min 10 s 73                                                         |
| 3 000 m | Elena Korobkina 9 min 01 s 45                                                           | Laura Weightman 9 min 03 s 11                                                       | Iris María Fuentes-Pila 9 min 03 s 20 PB                                          |
| 5 000 m | Olga Golovkina 15 min 32 s 45 SB                                                        | Emelia Gorecka 15 min 40 s 52                                                       | Sabrina Mockenhaupt 15 min 40 s 94                                                |
| 100 m haies | Tiffany Porter 12 s 62                                                                  | Tatyana Dektyareva 12 s 88                                                          | Hanna Platitsyna 12 s 92                                                          |
| 400 m haies | Eilidh Child 54 s 42 PB                                                                 | Hanna Yaroshchuk 55 s 27                                                            | Vera Rudakova 56 s 20                                                             |
| 3 000 m steeple | Natalia Aristarkhova 9 min 30 s 64 EL                                                   | Valentyna Zhudina 9 min 34 s 90                                                     | Antje Möldner-Schmidt 9 min 35 s 67 SB                                            |
| 4 × 100 m | Ukraine Olesya Povh Viktoriya Pyatachenko Mariya Ryemyen Nataliya Pohrebnyak 42 s 62 EL | Allemagne Yasmin Kwadwo Inna Weit Tatjana Pinto Verena Sailer 43 s 15               | Russie Yulia Katsura Yulia Kashina Elizaveta Savlinis Ekaterina Kuzina 43 s 23    |
| 4 × 400 m | Royaume-Uni Eilidh Child Shana Cox Meghan Beesley Christine Ohuruogu 3 min 28 s 60      | Russie Ksenia Gusarova Yulia Terakhova Tatiana Firova Ksenia Zadorina 3 min 29 s 46 | France Marie Gayot Lénora Guion-Firmin Phara Anacharsis Floria Guei 3 min 29 s 55 |
| Saut en longueur | Éloyse Lesueur 6,44 m                                                                   | Darya Klishina 6,43 m                                                               | Shara Proctor 6,43 m                                                              |
| Triple saut | Olha Saladuha 14,49 m                                                                   | Ekaterina Koneva 14,10 m                                                            | Simona La Mantia 13,99 m                                                          |
| Saut en hauteur (en salle) | Maria Kuchina 1,98 m PB                                                                 | Kamila Stepaniuk Alessia Trost 1,92 m                                               | -                                                                                 |
| Saut à la perche | Silke Spiegelburg 4,60 m                                                                | Anzhelika Sidorova 4,55 m PB                                                        | Anna Rogowska 4,40 m                                                              |
| Lancer du poids | Christina Schwanitz 19,30 m                                                             | Halyna Obleshchuk 18,05 m                                                           | Emel Dereli 17,50 m                                                               |
| Lancer du disque | Mélina Robert-Michon 63,75 m SB                                                         | Julia Fischer 62,67 m                                                               | Zaneta Glanc 61,70 m                                                              |
| Lancer du marteau | Betty Heidler 74,31 m                                                                   | Anita Wlodarczyk 74,14 m                                                            | Sophie Hitchon 72,97 m NR                                                         |
| Lancer du javelot | Christina Obergföll 62,64 m                                                             | Mercedes Chilla 58,55 m                                                             | Vira Rebryk 57,92 m                                                               |
| Records et Performances - AR : Record continental (area record) - CR : Record des championnats (championship record) - MR : Record du meeting (meet record) - NR : Record national (national record) - OR : Record olympique (olympic record) - PR : Record paralympique (paralympic record) - PB : Record personnel (personal best) - SB : Meilleure performance personnelle de la saison (season's best) - WL : Meilleure performance mondiale de l'année (world leader) - WJR : Record du monde junior (world junior record) - WR : Record du monde (world record) Circonstances et Conditions - DNF : N'a pas terminé (did not finish) - DNS : N'a pas pris le départ (did not start) - DQ : Disqualification (disqualification) - NM : Aucun essai valable enregistré (No Mark) - Q : Qualifié « directement » au prochain tour (ou à la prochaine compétition), lors d'une compétition majeure, grâce au classement ou à la réalisation des minima (automatic qualifier) - q : Qualifié au prochain tour (ou à la prochaine compétition), lors d'une compétition majeure, grâce au repêchage ou à la réalisation de l'une des meilleures performances parmi celles des « non qualifiés directement » (grâce au meilleur temps ou à la meilleure distance par exemple) (secondary qualifier) |                                                                                         |                                                                                     |                                                                                   |

#### Classement général
|  | Vainqueur de la compétition |  | Relégation en division inférieure |

| Place | Pays        | Total |
| ----- | ----------- | ----- |
| 1     | Russie      | 354,5 |
| 2     | Allemagne   | 347,5 |
| 3     | Royaume-Uni | 338   |
| 4     | France      | 310,5 |
| 5     | Pologne     | 305,5 |
| 6     | Ukraine     | 291,5 |
| 7     | Italie      | 260,5 |
| 8     | Espagne     | 251   |
| 9     | Turquie     | 197,5 |
| 10    | Biélorussie | 155,5 |
| 11    | Grèce       | 152   |
| 12    | Norvège     | 137   |

## Première ligue
Ville hôte : Dublin, Irlande, stade de Santry.
Les trois pays promus en Super Ligue sont la République tchèque, la Suède et les Pays-Bas. La Bulgarie et la Suisse sont quant à elles reléguées en Deuxième Ligue.

### Pays participants
| Belgique Bulgarie Tchéquie Estonie Finlande Hongrie | Irlande Pays-Bas Portugal Roumanie Suède Suisse |

#### Classement général
|  | Promotion en division supérieure |  | Relégation en division inférieure |

| Place | Pays     | Total |
| ----- | -------- | ----- |
| 1     | Tchéquie | 351,5 |
| 2     | Suède    | 311   |
| 3     | Pays-Bas | 299   |
| 4     | Roumanie | 297,5 |
| 5     | Portugal | 269   |
| 6     | Finlande | 251,5 |
| 7     | Irlande  | 242   |
| 8     | Belgique | 236,5 |
| 9     | Hongrie  | 226   |
| 10    | Estonie  | 211   |
| 11    | Bulgarie | 206   |
| 11    | Suisse   | 206   |

## Deuxième Ligue
Ville hôte : Kaunas, Lituanie.
La Slovénie et la Lituanie prennent les deux premières places synonymes de promotion en Première Ligue, tandis que Chypre et Israël sont relégués en division inférieure.

### Pays participants
| Autriche Croatie Chypre Danemark | Israël Lituanie Serbie Slovénie |

#### Classement général
|  | Promotion en division supérieure |  | Relégation en division inférieure |

| Place | Pays     | Total |
| ----- | -------- | ----- |
| 1     | Slovénie | 221   |
| 2     | Lituanie | 206   |
| 3     | Serbie   | 191   |
| 4     | Croatie  | 178,5 |
| 5     | Danemark | 171,5 |
| 6     | Autriche | 161   |
| 7     | Chypre   | 155   |
| 8     | Israël   | 150   |

## Troisième Ligue
Ville hôte : Banská Bystrica, Slovaquie.
La Slovaquie s'impose à domicile devant la Lettonie ; les deux pays sont promus en Deuxième Ligue.

### Pays participants
| Association d'athlétisme des petits pays d'Europe ( Gibraltar, Liechtenstein, Monaco, Saint-Marin) Albanie Andorre Arménie Azerbaïdjan Bosnie-Herzégovine Géorgie | Islande Lettonie Luxembourg Macédoine du Nord Malte Moldavie Monténégro Slovaquie |

#### Classement général
|  | Promotion en division supérieure |

| Place | Pays               | Total |
| ----- | ------------------ | ----- |
| 1     | Slovaquie          | 278,5 |
| 2     | Moldavie           | 247,5 |
| 3     | Lettonie           | 246,5 |
| 4     | Luxembourg         | 213,5 |
| 5     | Islande            | 210   |
| 6     | Géorgie            | 173   |
| 7     | Bosnie-Herzégovine | 172   |
| 8     | Azerbaïdjan        | 171   |
| 9     | Arménie            | 149   |
| 10    | Monténégro         | 138   |
| 11    | Malte              | 133   |
| 12    | Macédoine du Nord  | 109,5 |
| 13    | AASSE              | 86    |
| 14    | Andorre            | 63    |
| 15    | Albanie            | 32    |